# Zapasy na Letnich Igrzyskach Olimpijskich 1912 – waga średnia w stylu klasycznym mężczyzn
Turniej zapaśniczy mężczyzn w wadze średniej w stylu klasycznym był jedną z pięciu konkurencji zapaśniczych rozegranych na V Letnich Igrzyskach Olimpijskich w Sztokholmie w 1912 roku. Turniej rozpoczął się 6, a skończył 15 lipca. Złoto zdobył reprezentant gospodarzy Claes Johansson.
Oficjalną nazwą konkurencji była „Waga średnia A” (waga do 75 kilogramów). Maksymalną ilością reprezentantów wystawionych przez państwa do turnieju było 12 zapaśników. Wystartowało 38 zapaśników z 13 reprezentacji. Najliczniejszą ekipą była reprezentacja gospodarzy, złożona z dziewięciu zapaśników.
Turniej został rozegrany zgodnie z zasadą „podwójnej eliminacji” – zawodnik po przegranej walce nie odpadał z turnieju. Miało to miejsce dopiero po drugiej porażce. Gdy w turnieju pozostało jedynie trzech zawodników, rozegrano rundę finałową, gdzie walczył każdy z każdym, co pozwoliło ustalić kolejność na podium.

## Wyniki

### Runda pierwsza
| Przegrane | Zwycięzca          | Przegrany               | Przegrane |
| --------- | ------------------ | ----------------------- | --------- |
| 0         | Edvin Fältström    | Anastasios Antonopoulos | 1         |
| 0         | Peter Kokotowitsch | Andrea Gargano          | 1         |
| 0         | Jānis Polis        | Stanley Bacon           | 1         |
| 0         | August Jokinen     | Alfred Gundersen        | 1         |
| 0         | Alfred Asikainen   | Edgar Bacon             | 1         |
| 0         | Fridolf Lundsten   | Viktor Melin            | 1         |
| 0         | Zavirre Carcereri  | Joaquim Vital           | 1         |
| 0         | Mauritz Andersson  | Adrien Barrier          | 1         |
| 0         | Axel Frank         | Aleksandr Siewierow     | 1         |
| 0         | Emil Westerlund    | Theodor Dahlberg        | 1         |
| 0         | Claes Johansson    | Alois Totuschek         | 1         |
| 0         | Theodor Tirkkonen  | Noel Rhys               | 1         |
| 0         | Jan Sint           | Sven Ohlsson            | 1         |
| 0         | Fritz Johansson    | Hvitfeldt Hansen        | 1         |
| 0         | Árpád Miskey       | Theodor Bergqvist       | 1         |
| 0         | Martin Klein       | Rezső Somogyi           | 1         |
| 0         | Adolf Kurz         | Anders Andersen         | 1         |
| 0         | Joseph Merkle      | Mikko Holm              | 1         |
| 0         | Konrad Åberg       | Willi Steputat          | 1         |

### Runda druga
Alfred Gundersen i Viktor Melin wycofali się z turnieju po swoich pierwszych przegranych walkach.  36 zapaśników rozpoczęło drugą runę, 19 z czystym kontem, 17 - z jedną porażką.
11 zapaśników zostało wyeliminowanych, ośmiu pozostało z jedną porażką, sześciu przegrało swoją pierwszą walkę a 13 pozostało niepokonanymi.
| Przegrane | Zwycięzca           | Przegrany               | Przegrane |
| --------- | ------------------- | ----------------------- | --------- |
| 1         | Andrea Gargano      | Anastasios Antonopoulos | 2         |
| 0         | Edvin Fältström     | Peter Kokotowitsch      | 1         |
| 0         | August Jokinen      | Jānis Polis             | 1         |
| 0         | Alfred Asikainen    | Stanley Bacon           | 2         |
| 0         | Fridolf Lundsten    | Edgar Bacon             | 2         |
| 0         | Mauritz Andersson   | Zavirre Carcereri       | 1         |
| 1         | Joaquim Victal      | Adrien Barrier          | 2         |
| 0         | Axel Frank          | Emil Westerlund         | 1         |
| 1         | Aleksandr Siewierow | Theodor Dahlberg        | 2         |
| 0         | Claes Johansson     | Theodor Tirkkonen       | 1         |
| 1         | Alois Totuschek     | Noel Rhys               | 2         |
| 0         | Jan Sint            | Hvitfeldt Hansen        | 2         |
| 0         | Árpád Miskey        | Sven Ohlsson            | 2         |
| 0         | Fritz Johansson     | Rezső Somogyi           | 2         |
| 0         | Martin Klein        | Theodor Bergqvist       | 2         |
| 1         | Mikko Holm          | Anders Andersen         | 2         |
| 0         | Konrad Åberg        | Adolf Kurz              | 1         |
| 0         | Joseph Merkle       | wolny los               | —         |
| 1         | Willi Steputat      | wolny los               | —         |

### Trzecia runda
25 zapaśników rozpoczęło rundę trzecią. 13 zawodników było bez porażki, a 12 - z jedną przegraną na koncie.
Sześciu zawodników zostało wyeliminowanych, sześciu pozostało z jedną przegraną, siedmiu poniosło pierwszą przegraną a sześciu pozostało niepokonanymi.
| Przegrane | Zwycięzca          | Przegrany           | Przegrane |
| --------- | ------------------ | ------------------- | --------- |
| 0         | Joseph Merkle      | Edvin Fältström     | 1         |
| 1         | Andrea Gargano     | Willi Steputat      | 2         |
| 1         | Peter Kokotowitsch | Jānis Polis         | 2         |
| 0         | August Jokinen     | Zavirre Carcereri   | 2         |
| 0         | Alfred Asikainen   | Joaquim Victal      | 2         |
| 0         | Fridolf Lundsten   | Mauritz Andersson   | 1         |
| 1         | Alois Totuschek    | Axel Frank          | 1         |
| 0         | Claes Johansson    | Aleksandr Siewierow | 2         |
| 1         | Emil Westerlund    | Jan Sint            | 1         |
| 1         | Theodor Tirkkonen  | Fritz Johansson     | 1         |
| 0         | Martin Klein       | Árpád Miskey        | 1         |
| 1         | Mikko Holm         | Adolf Kurz          | 2         |
| 0         | Konrad Åberg       | Joseph Merkle       | 1         |

### Runda czwarta
Axel Frank wycofał się z turnieju po porażce poniesionej w trzeciej rundzie. Osiemnastu zapaśników rozpoczęło tę rundę. Sześciu z czystym kontem i dwunastu z jedną poniesioną porażką.
W dziewięciu meczach, osiem zakończyło się eliminacją jednego z zawodników. Jedynie walka Johansson/Lundsten (w której brak eliminacji był możliwy), pozwoliła kontynuować zawodnikom turniej w kolejnej rundzie. W czterech walkach między zawodnikiem bez porażki a zawodnikiem z jedną przegraną, niepokonany zawodnik wygrał ponownie. Jedynie Lundsten stracił status zapaśnika bez porażki.
Ośmiu zawodników zostało wyeliminowanych, czterech pozostało z jedną porażką, jeden poniósł pierwszą przegraną a pięciu pozostało niepokonanymi.
| Przegrane | Zwycięzca        | Przegrany          | Przegrane |
| --------- | ---------------- | ------------------ | --------- |
| 1         | Edvin Fältström  | Andrea Gargano     | 2         |
| 0         | August Jokinen   | Peter Kokotowitsch | 2         |
| 0         | Alfred Asikainen | Mauritz Andersson  | 2         |
| 0         | Claes Johansson  | Fridolf Lundsten   | 1         |
| 1         | Emil Westerlund  | Alois Totuschek    | 2         |
| 1         | Jan Sint         | Theodor Tirkkonen  | 2         |
| 1         | Mikko Holm       | Fritz Johansson    | 2         |
| 0         | Konrad Åberg     | Árpád Miskey       | 2         |
| 0         | Martin Klein     | Joseph Merkle      | 2         |

### Runda piąta
Dziesięciu zawodników rozpoczęło tę rundę. Pięciu rozpoczynało ją z czystym kontem.
Dwie z pięciu walk zakończyły się podwójna przegraną. Asikainen i Johansson zaliczyli pierwszą przegraną, zaś Klein mimo naliczonej porażki wyeliminował Westerlunda.
Czterech zawodników zostało wyeliminowanych, jeden pozostał z jedną porażką, trzech przegrało po raz pierwszy, a dwóch pozostało niepokonanymi.
| Przegrane | Zwycięzca        | Przegrany        | Przegrane |
| --------- | ---------------- | ---------------- | --------- |
| 0         | August Jokinen   | Edvin Fältström  | 2         |
| 1*        | Alfred Asikainen | Claes Johansson  | 1*        |
| 1         | Jan Sint         | Fridolf Lundsten | 2         |
| 1*        | Martin Klein     | Emil Westerlund  | 2*        |
| 0         | Konrad Åberg     | Mikko Holm       | 2         |

### Runda szósta
Sześciu zawodników rozpoczęło tę rundę. Czterech bez porażki i dwóch z jedną przegraną na koncie.
Jedynie jeden zawodnik został wyeliminowany
| Przegrane | Zwycięzca        | Przegrany      | Przegrane |
| --------- | ---------------- | -------------- | --------- |
| 1         | Claes Johansson  | August Jokinen | 1         |
| 1         | Alfred Asikainen | Jan Sint       | 2         |
| 1         | Martin Klein     | Konrad Åberg   | 1         |

### Runda siódma
Piątka zapaśników rozpoczęła tę rundę. Wszyscy z jedną przegraną na koncie.
Asikainen dzięki wolnemu losowi dostał się od razu do strefy medalowej. Po swoich walkach dołączyli do niego Klein i Johansson.
| Przegrane | Zwycięzca        | Przegrany      | Przegrane |
| --------- | ---------------- | -------------- | --------- |
| 1         | Martin Klein     | August Jokinen | 2         |
| 1         | Claes Johansson  | Konrad Åberg   | 2         |
| 1         | Alfred Asikainen | wolny los      | —         |

### Runda finałowa
Walka pomiędzy Asikainenem i Kleinem była ostatnim meczem w turnieju. Trwała 11 godzin i 40 minut i była najdłuższa walką zapaśniczą w historii. Po zwycięstwie Klein był zbyt zmęczony, by walczyć o złoto. Johansson zdobył złoto, gdyż pokonał już Asikainena w rundzie eliminacyjnej
| Walka |     | Zwycięzca       | Przegrany        |     |
| ----- | --- | --------------- | ---------------- | --- |
| A     | → C | Martin Klein    | Alfred Asikainen | → B |
| B     | → C | Claes Johansson | Alfred Asikainen |     |
| C     |     | Claes Johansson | Martin Klein     |     |